# Gorgonòpids
Els gorgonòpids (Gorgonopidae), sovint anomenats erròniament gorgonòpsids (Gorgonopsidae), són una família extinta de sinàpsids del clade dels gorgonops que visqueren durant el Permià. Se n'han trobat restes fòssils a Malawi, el Níger, Rússia, Sud-àfrica, Tanzània i Zàmbia. A més d'un grapat de gèneres incertae sedis, es divideix en tres subfamílies: els gorgonopins, que eren el grup més divers; els rubidgeïns, que tenien el crani especialment ample i robust; i els inostrancevins, que incloïen el gorgonop més gros conegut, Inostrancevia.

## Taxonomia
- Ordre Therapsida
- Subordre Gorgonopsia
  - Nochnitsa
  - Phorcys
  - Viatkogorgon
  - Família Gorgonopidae
    - Aelurosaurus
    - Aloposaurus
    - Arctops
    - Broomisaurus
    - Cerdorhinus
    - Leontocephalus
    - Lycaenops
    - Paragalerhinus
    - Ruhuhucerberus
    - Suchogorgon
    - Subfamília Gorgonopinae
      - Arctognathus
      - Cyonosaurus
      - Gorgonops
      - Sauroctonus
      - Scylacops

    - Subfamília Rubidgeinae
      - Aelurognathus
      - Clelandina
      - Dinogorgon
      - Leontosaurus
      - Rubidgea
      - Ruhuhucerberus
      - Smilesaurus
      - Sycosaurus

    - Subfamília Inostranceviinae
      - Inostrancevia
      - Pravoslavlevia